# Ніл Кош Монтанья
Ніл Кош Монтанья (ісп. Nil Coch Montaña; нар. 24 квітня 1998, Таррагона, Каталонія, Іспанія) — іспанський футболіст, центральний захисник подільського «Епіцентру».

## Життєпис
Народився в каталонському місті Таррагона. Вихованець місцевого клубу «Хімнастік», але за першу команду клубу так і не дебютував. На початку липня 2017 року перейшов до скромного «Побла де Мафумет». Проте вже на початку вересня 2017 року перейшов до резервної команди «Бетіса». У футболці вище вказаного клубу дебютував 3 вересня 2017 року в нічийному (3:3) домашньому поєдинку 3-го туру групи Б Другого дивізіону Прімери Федерасьйон проти «Есіхи». Ніл вийшов на поле на 76-й хвилині замість Хосе Мануеля Ірісо. У сезоні 2017/18 років провів 9 поєдинків за «Реал Бетіс Б». Потім виступав в оренді за «Бадахос» та «Вілафранка». Дебютував за «Поблу» 26 серпня 2018 року в переможному (3:1) виїзному поєдинку 2-го туру Терсери Федерасьйон проти «Гранульєс». Кош вийшов на поле в стартовому складі та відіграв увесь матч. Першом голом за вище вказаний колектив відзначився 15 грудня 2019 року на 72-й хвилині програного (1:2) виїзного поєдинку 18-го туру Терсери Федерасьйон проти «Фігераса». Кош вийшов на поле в стартовому складі та відіграв увесь матч. Загалом у складі «Побли Мафумет» гравцем основи так і не став, грав здебільшого по орендам. Зіграв 11 матчів та відзначився 2-ма голами в Терсері Федерасьйон. З 2020 по 2025 рік виступав за нижчолігові іспанські клуби «Ейбар Б», «Аско», «Ойонеса», «Паленсія Крісто» та «Побла де Мафумет».
23 липня 2025 року підписав контракт з «Епіцентром». У футболці подільського клубу дебютував 3 серпня 2025 року в програному (0:1) домашньому поєдинку 1-го туру Прем'єр-ліги України проти донецького «Шахтаря». Ніл вийшов на поле в стартовому складі та відіграв увесь матч.